# Elżbieta Katarzyna Biernacka
Elżbieta Katarzyna Biernacka – polska kardiolog, profesor nauk medycznych; profesor nadzwyczajny Instytutu Kardiologii im. Prymasa Tysiąclecia Kardynała Stefana Wyszyńskiego w Warszawie-Aninie. 

## Życiorys
Studia medyczne ukończyła na Akademii Medycznej w Warszawie w 1978. Stopień doktorski uzyskała w 1990 broniąc pracy Odległa obserwacja chorych z komorowymi zaburzeniami rytmu nieznanego pochodzenia i wykonaną biopsję mięśnia sercowego przygotowanej pod kierunkiem Wandy Rydlewskiej-Sadowskiej. Habilitowała się w 2009 na podstawie oceny dorobku naukowego i publikacji pt. Analiza związków między patogennymi mutacjami genu kodującego plakofilinę-2 z obrazem morfologicznym i przebiegiem klinicznym arytmogennej kardiomiopatii prawej komory. Tytuł naukowy profesora nauk medycznych otrzymała w 2016. W warszawskim Instytucie Kardiologii kieruje Poradnią Przykliniczną Wad Wrodzonych Serca.
Na dorobek naukowy K. Biernackiej składa się szereg opracowań oryginalnych publikowanych m.in. w czasopismach takich jak „Journal of Electrocardiology”, „Postępy w Kardiologii Interwencyjnej”, „Journal of Cardiology” oraz „Kardiologia Polska”.
Należy do Polskiego Towarzystwa Kardiologicznego.